# Каратобе (Сайрамский район)
Каратобе (каз. Қаратөбе, до 2000 г. — Ворошилово) — упразднённое село в Сайрамском районе Туркестанской области Казахстана. В 2014 году включено в состав города Шымкент и исключено из учетных данных. Входило в состав Жулдызского сельского округа. Код КАТО — 515245400.

## Население
В 1999 году население села составляло 4442 человека (2224 мужчины и 2218 женщин). По данным переписи 2009 года, в селе проживало 6011 человек (3000 мужчин и 3011 женщин).